# 2006年度兒歌金曲頒獎典禮得獎名單
2006年度兒歌金曲頒獎典禮，於2006年8月26日舉行。
主題：東遊記（水晶宮）
兒童節大使：馬浚偉、湯盈盈、司徒瑞祈、沈卓盈、王樹熹

## 十大兒歌金曲
1. 《媽咪點解點解》 - 薛家燕、王樹熹、陳靖琳
2. 《超世代之戰》 - 吳卓羲
3. 《在校園度假》 - 李逸朗，蔣雅文
4. 《月光光》 - 關智斌
5. 《放學ICU》 - 馬浚偉
6. 《龍王傳說》 - 高鈞賢
7. 《奇異冒險》 - 王祖藍
8. 《光之美少女》 - Twins
9. 《白雪天使》 - 沈穎婷
10. 《KERORO軍曹》 - 鄭嘉穎

## 最受爹D媽咪歡迎兒歌大獎
- 《布娃娃》 - 李紫昕

## 最佳兒歌歌曲大獎
- 《健康跟住我》 - 作曲、主唱：唐韋琪

## 最佳兒歌歌詞大獎
- 《未來之旅》 - 作詞：陳詩慧（主唱：司徒瑞祈）

## 兒歌金曲金獎
- 《KERORO軍曹》 - 鄭嘉穎